# Ronde van Spanje 2007/Achttiende etappe
De achttiende etappe van de Ronde van Spanje 2007 vond plaats op 20 september 2007 en voerde van Talavera de la Reina naar het middeleeuwse vestingstadje Ávila in de autonome regio Castilië en León. De etappe was 154 kilometer lang. Onderweg waren er twee tussensprints en twee beklimmingen; een van de eerste en een van de tweede categorie.

## Verslag

### Tussensprints
- Eerste tussensprint in El Barraco, na 100 km: Chris Sørensen
- Tweede tussensprint in Ávila, na 141 km: Igor Antón

### Beklimmingen
- Puerto de Mijares (1e), na 57 km: Franco Pellizotti
- Puerto de Navalmoral (2e), na 121 km: Franco Pellizotti

### Opgaves
- László Bodrogi
- Allan Davis
- Stefan Schumacher
- Paolo Bettini

## Uitslag
| rang | renner               | land      | ploeg             | tijd      |
| ---- | -------------------- | --------- | ----------------- | --------- |
| 1    | Luis Pérez Rodríguez | Spanje    | Andalucía-Cajasur | 3u 43'45" |
| 2    | Cadel Evans          | Australië | Predictor-Lotto   | op 41"    |
| 3    | Franco Pellizotti    | Italië    | Liquigas          | z.t.      |
| 4    | Samuel Sánchez       | Spanje    | Euskaltel-Euskadi | z.t.      |
| 5    | Denis Mensjov        | Rusland   | Rabobank          | z.t.      |
| 6    | Ezequiel Mosquera    | Spanje    | Karpin-Galicia    | z.t.      |
| 7    | Stéphane Goubert     | Frankrijk | Ag2r Prévoyance   | z.t.      |
| 8    | Carlos Sastre        | Spanje    | Team CSC          | z.t.      |
| 9    | Maxime Monfort       | België    | Cofidis           | z.t.      |
| 10   | Vladimir Karpets     | Rusland   | Caisse d'Epargne  | z.t.      |

## Klassementen

### Algemeen klassement
| rang | renner            | land      | ploeg                 | tijd       |
| ---- | ----------------- | --------- | --------------------- | ---------- |
| 1    | Denis Mensjov     | Rusland   | Rabobank              | 74u 22'13" |
| 2    | Cadel Evans       | Australië | Predictor-Lotto       | op 2'27"   |
| 3    | Carlos Sastre     | Spanje    | Team CSC              | op 3'02"   |
| 4    | Samuel Sánchez    | Spanje    | Euskaltel-Euskadi     | op 4'01"   |
| 5    | Vladimir Jefimkin | Rusland   | Caisse d'Epargne      | op 4'27"   |
| 6    | Ezequiel Mosquera | Spanje    | Karpin-Galicia        | op 4'35"   |
| 7    | Vladimir Karpets  | Rusland   | Caisse d'Epargne      | op 6'17"   |
| 8    | Manuel Beltrán    | Spanje    | Liquigas              | op 7'41"   |
| 9    | Igor Antón        | Spanje    | Euskaltel-Euskadi     | op 7'47"   |
| 10   | Carlos Barredo    | Spanje    | Quick·Step-Innergetic | op 8'48"   |

### Puntenklassement
| rang | renner              | land    | ploeg           | punten |
| ---- | ------------------- | ------- | --------------- | ------ |
| 1    | Daniele Bennati     | Italië  | Lampre-Fondital | 118    |
| 2    | Alessandro Petacchi | Italië  | Team Milram     | 106    |
| 3    | Denis Mensjov       | Rusland | Rabobank        | 99     |

### Bergklassement
| rang | renner            | land    | ploeg             | punten |
| ---- | ----------------- | ------- | ----------------- | ------ |
| 1    | Denis Mensjov     | Rusland | Rabobank          | 80     |
| 2    | Jurgen Van Goolen | België  | Discovery Channel | 78     |
| 3    | Carlos Sastre     | Spanje  | Team CSC          | 61     |

### Combinatieklassement
| rang | renner        | land      | ploeg           | punten |
| ---- | ------------- | --------- | --------------- | ------ |
| 1    | Denis Mensjov | Rusland   | Rabobank        | 5      |
| 2    | Cadel Evans   | Australië | Predictor-Lotto | 13     |
| 3    | Carlos Sastre | Spanje    | Team CSC        | 16     |

### Ploegenklassement
| rang | ploeg             | land       | tijd        |
| ---- | ----------------- | ---------- | ----------- |
| 1    | Caisse d'Epargne  | Spanje     | 222u 58'31" |
| 2    | Euskaltel-Euskadi | Spanje     | op 14'12"   |
| 3    | Team CSC          | Denemarken | op 28'09"   |

1e etappe ·
2e etappe ·
3e etappe ·
4e etappe ·
5e etappe ·
6e etappe ·
7e etappe ·
8e etappe ·
9e etappe ·
10e etappe ·
11e etappe ·
12e etappe ·
13e etappe ·
14e etappe ·
15e etappe ·
16e etappe ·
17e etappe ·
18e etappe ·
19e etappe ·
20e etappe ·
21e etappe

Startlijst · Eindstanden · Afbeeldingen